# Марцин Цебуля
Марцин Цебуля (пол. Marcin Cebula, нар. 6 грудня 1995, Сташув, Польща) — польський футболіст, атакувальний півзахисник клубу «Ракув».

## Клубна кар'єра
Цебуля починав грати у футбол у своєму рідному місті Сташув у місцевій команді «Погонь», що грає в четвертій лізі чемпіонату Польщі. У 2008 році приєднався до клубу «Корона», у складі якого брав участь у юнацькій лізі чемпіонату Польщі. 3 травня 2013 року у віці 17 років і 148 днів Цебуля дебютував у першій команді в турнірі Екстракляси. У складі «Корони» Марцин провів за вісім сезонів 144 матчі.
Влітку 2020 року на правах вільного агента Цебуля перейшов до складу клубу з Екстракляси «Ракув», з яким виграв перші у своїй кар'єрі трофеї та дебютував у Лізі конференцій.

## Збірна
У період з 2014 по 2015 роки Марцина викликали до складу молодіжної збірної Польщі.

## Досягнення
Ракув
- Чемпіон Польщі: 2022/23
- Переможець Кубка Польщі: 2020/21, 2021/22
- Переможець Суперкубка Польщі: 2021, 2022